# Aphorista laeta
Aphorista laeta is een keversoort uit de familie zwamkevers (Endomychidae). De wetenschappelijke naam van de soort werd in 1854 gepubliceerd door John Lawrence LeConte.